# 1983 au Canada
Pour un article plus général, voir Chronologie du Canada.
Cet article traite des événements qui se sont produits durant l'année 1983 au Canada.

## Événements

### Janvier
- 17 janvier, Saskatchewan : le député saskatchewanais de Thunder Creek (en) Colin Thatcher (en) démissionne comme ministre de l'énergie et des mines suivant plusieurs bien-publicised en dispute avec le Premier ministre Grant Devine.

- 21 janvier, Saskatchewan : JoAnn Wilson (en), ex-femme du député du Parti progressiste-conservateur saskatchewanaise de la circonscription de Thunder Creek (en), Colin Thatcher (en), est assassinée dans sa demeure en Regina. Colin sera accusé du Meurtre.

### Avril
- 7 avril : élection générale en Colombie-Britannique — le Parti Crédit social conserve sa majorité à l'Assemblée législative dirigé par Bill Bennett ; le Nouveau Parti démocratique forme l'opposition officielle dirigé par Dave Barrett.

### Juin
- 11 juin : Brian Mulroney devient chef du Parti progressiste-conservateur du Canada remplaçant Joe Clark.

### Juillet
- 1er au 12 juillet : 12e Universiade d'été à Edmonton en Alberta

### Novembre
- 21 novembre : élection générale dans les Territoires du Nord-Ouest.

## Culture
- Première édition du festival Juste pour rire à Montréal.

## Naissances
- 2 février : Jordin Tootoo, joueur de hockey sur glace.
- 7 avril : Kyle Labine, acteur.
- 4 mai : Derek Roy, joueur de hockey sur glace.
- 20 mai : Daniel Blackburn, joueur de hockey sur glace.
- 27 septembre : Jay Bouwmeester, joueur de hockey sur glace.
- 4 novembre : Melanie Kok, rameuse.
- 15 décembre : René Goguen, lutteur.

## Décès
- 16 mars : Fred Rose, militant communiste.
- 1er mai : George Hodgson, nageur olympique.
- 2 juin : Stan Rogers, musicien folklorique et auteur-compositeur.
- 12 juin : Norma Shearer, actrice.
- 13 juillet : Gabrielle Roy, auteure.
- 29 juillet : Raymond Massey, acteur.
- 20 octobre : Yves Thériault, auteur.
- 2 décembre : Fifi D'Orsay, actrice.